# 卜祥志

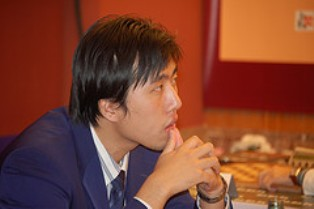
卜祥志，2007年于毕尔巴鄂

卜祥志（1985年12月10日—），中国的国际象棋大师，出生在山东省青岛市。他是毕尔巴鄂国际象棋盲棋世界杯赛的冠军。他的妻子是中国国际象棋女子特级大师黄茜。

## 職業生涯
卜祥志的爺爺曾是一名很強的象棋棋手，而卜祥志第一次接觸國際象棋則是由於一個堂兄的介紹。隨著他的同胞謝軍獲得世界國際象棋女子錦標賽冠軍，卜祥志對國際象棋的興趣也日漸濃厚。他6歲開始學習國際象棋並接受了早期的訓練。他閱讀的第一本國際象棋書是《我難忘的六十局》，那是由他崇拜的偶像鮑比·菲捨爾撰寫的一本非常著名的國際象棋書。1993年，卜祥志獲得了青島市小學生國際象棋比賽的冠軍。
1997年，小卜成為了第五屆李成智杯全國國際象棋分齡組賽的冠軍。1998年，卜祥志12歲時，他奪得了全國少年冠軍和世界青少年錦標賽14歲組的冠軍。1999年，他在極負聲望的「陳振南杯」國際象棋特級大師邀請賽上獲得第七名。
由於得到其家鄉青島市的一個礦泉水生產商贊助，1999年，卜祥志和他的教練紀蘊奇到歐洲參加了不少國際比賽。1999年的秋天，卜祥志憑藉在柏加斯和布達佩斯的兩個特級大師賽冠軍，以及隨後在青島的國際特級大師賽上的冠軍（並列第一），於是在短短兩個月的時間內，就拿到三個國際大師序分。1999年他更獲得了德國岱韶茨公開賽的冠軍。1999年9月，13歲10個月零13天的卜祥志獲得了國際特級大師稱號，成為了當時世界上獲得該稱號最年輕的人。惟此記錄在三年後被打破：2002年7月，12歲的烏克蘭「神童」謝爾蓋·卡爾亞金獲得「國際特級大師」稱號，成為最年輕的國際象棋特級大師。
2000年，卜祥志第一次亮相德國斯圖加特的邀請賽就獲得了冠軍。同年，他在紐約「未來世界冠軍之戰」的比賽中以八番棋、總比分6.5:1.5的成績，擊敗了阿塞拜疆的國際象棋神童拉迪亞波夫。2000年5月，他首次參加美國國際象棋聯盟主辦的紐約公開賽，不過首輪負於 Shearwood McClelland III。
2004年11月，在蘭州獲得全國國際象棋錦標賽冠軍。
卜祥志從2001年加入中國國際象棋國家隊，接受常規的國象訓練。2005年貝爾謝巴國際象棋世界團體錦標賽和2006年都靈國際象棋奧林匹克團體賽，他作為首台主力取得了很好的成績，並且和隊友一起代表中國隊在這兩項比賽中獲得銀牌。他在2006年的國際象棋奧林匹克團體賽中下一台，中國隊最後以第二名的成績結束比賽。在那次比賽中，卜祥志四勝八和，包括與世界頂尖的特級大師克拉姆尼克、阿南德和阿羅尼揚的對局。
2007年7月，卜祥志在渥太華舉行的加拿大國際象棋公開賽上獲得冠軍。同年10月，他又在畢爾巴鄂國際象棋盲棋世界盃賽中，接連擊敗實力強勁的托帕洛夫、卡爾森、哈里克利斯納、小波爾加等特級大師們，贏得冠軍。
2008年在第一屆世界智力運動會國際象棋男子個人快棋賽中獲得金牌。
2017年在國際象棋世界杯的比賽中淘汰棋王馬格努斯·卡爾森。
2018年在國際象棋奧林匹克團體賽中代表中國隊獲得金牌。